# Антиномія
Антино́мія (грец. αντινομια проти закону/правила) — термін логіки та епістемології, що означає парадокс або нерозв'язну суперечність. Антиномія є суперечністю між двома твердженнями, що взаємно виключаються, але визнаються в однаковій мірі істинними (однаково доказовими логічним шляхом). Поняття антиномії зустрічається в античній філософії і середньовічній схоластиці.
Іммануїл Кант вважав, що коли розум виходить за межі можливого досвіду, він часто стикатиметься із різноманітними антиноміями, тобто робитиме однаково раціональні, але взаємно суперечливі висновки. Раціональне мислення нездатне у цьому випадку встановити істину, оскільки тут воно виходитиме поза межі можливого досвіду та стає трансцендентним. Наприклад, Кант вважав що можливе судження, яке бере за основу припущення, що Всесвіт має початок у часі та приходить до висновку, що він існував вічно, та навпаки. Ця ідея була складовою частиною Кантової критичної програми спрямованої на встановлення меж наукового та філософського пізнання.
Часом наводиться точка зору, що антиномії не свідчать про обмеженість можливостей логічного судження. Оскільки висновок про те, що антиномії свідчать про обмеженість логічного судження, є логічним судженням, то будь-яке обмеження на істинність логічного судження передбачає обмеження на висновок про обмеження можливостей логічного судження (що є аргументацією по самопосиланню). Коротко, ця точка зору стверджує що антиномії є само-ізольованим явищем, наче окремі розриви у тканині логіки та нездатні поставити під сумнів нічого окрім самих себе.
Така безтурботна позиція є несумісною із принципом вибуху. У математичній логіці, антиномії є ґарантовано не само-ізольованими, та, як правило вважаються катастрофою для формальної системи, у якій вони постають (наприклад, парадокс Рассела для праць Фреґе).
Марксистська філософія вважає, що антиномія виражає не безсилля розуму, а відображає в мисленні діалектичну суперечність реального світу.